# Alexia Putellas
Alexia Putellas, née le 4 février 1994 à Mollet del Vallès, est une footballeuse internationale espagnole évoluant au poste de milieu offensive ou d'attaquante au FC Barcelone.
Capitaine du Barça, la joueuse la plus capée de la sélection espagnole est devenue au fil des années un emblème du club catalan.
Le 29 novembre 2021, elle est élue Ballon d'or féminin. Elle remporte aussi le Prix de meilleure joueuse FIFA.
Le 17 octobre 2022, elle remporte le Ballon d'or féminin et le Prix de meilleure joueuse FIFA pour la deuxième fois.
Le 20 août 2023, elle gagne la Coupe du monde avec l'Espagne en battant l'Angleterre 1 à 0. Elle devient ainsi la seule joueuse au monde à avoir remporté le Ballon d'or, le Prix FIFA The Best, la Ligue des champions et la Coupe du monde.
Le 25 mai 2024, elle joue sa quatrième finale de Ligue des champions, avec son club de cœur, ou elle marque un but deux minutes après être entrée en jeu.

## Biographie

### Enfance, formation et débuts professionnels
Alexia Putallas Segura naît le 4 février 1994 à Mollet del Vallès. Pourtant issue d'une famille fan de basket, la jeune Alexia se passionne pour le football dès l’âge de six ans, et se rend régulièrement au Camp Nou pour supporter le Barça.
En 2005, à l’âge de onze ans, après plusieurs années passées dans les équipes de jeunes de Sabadell, elle rejoint la section féminine du FC Barcelone. Mais elle n’est pas conservée, car ses formateurs ne la trouvent pas au niveau. Elle rebondit chez le rival, l’Espanyol Barcelone.
Alexia Putellas fait ses premiers pas en première division espagnole lors de la saison 2010-2011, sous les couleurs de l'Espanyol de Barcelone ; elle perd cette saison-là la finale de la Coupe de la Reine contre le FC Barcelone. Elle dispute 28 matchs toutes compétitions confondues lors de cette première saison.
Elle évolue lors de la saison 2011-2012 pour le club de Levante. Elle inscrit quinze buts en 34 matchs et l'équipe termine cinquième du championnat. Ses performances suffisent pour attirer de nouveau l’œil du Barça.

### Légende du Barça (depuis 2013)
Sa première saison complète lui permet de taper à nouveau dans l’œil des recruteurs du FC Barcelone qui l’attirent pour renforcer leur équipe première en 2012,.
Dès son arrivée dans l'équipe barcelonaise, elle fait ses premiers matchs de Ligue des champions et remporte le Championnat à trois reprises (2013, 2014 et 2015) et deux fois la Coupe nationale (2013 et 2014).
En 2015, Alexia Putellas connaît la professionnalisation de la section féminine du Barça et abandonne ses études d’administration et de direction d’entreprise pour se concentrer sur le football. La saison 2015-2016 est celle de sa confirmation avec vingt buts en 37 rencontres.
Elle monte progressivement en importance et est nommée quatrième capitaine lors de la saison 2018-2019. Elle devient vice-capitaine la saison suivante, et capitaine de facto lors de la majorité des matchs du fait des blessures de Vicky Losada, la première capitaine.
En 2020-2021, « son » Barça remporte tous les titres possibles : ne perd qu'un match de championnat avec 33 victoires en 34 journées, remporte la Coupe nationale et la Ligue des champions. Auteure de la meilleure saison de sa carrière jusqu'-là, Alexia Putellas inscrit 18 buts en championnat (troisième meilleure marqueuse) et délivre huit passes décisives, ajoutés aux neuf buts en Ligue des champions et cinq en Copa de la Reina.
En fin d'année civile, Putellas remporte le Ballon d'or féminin et confirme son statut de légende du football espagnol et international. Elle compte alors plus de 350 apparitions sous le maillot des Blaugranas, faisant d’elle la quatrième joueuse la plus capée du club, loin derrière Melanie Serrano (494 apparitions depuis 2003). Elle remporte également le trophée FIFA The Best 2021 et fait partie du XI type.
Elle devient première capitaine du club lors de la saison 2021-2022, suite au départ de Vicky Losada. Il s'agit de sa saison la plus aboutie, avec 42 buts et 21 passes décisives pour son club et son pays. Malgré la défaite du Barça en finale de la Ligue des Champions, elle termine meilleure buteuse du tournoi et est nommée meilleure joueuse du tournoi, ainsi que dans son équipe-type. Elle est ensuite élue joueuse de la saison par l'UEFA. Elle remporte à nouveau le trophée FIFA The Best et fait partie du XI type.
En juillet 2022, à la veille de l'entrée de l'Espagne dans l'Euro 2022, elle souffre d'une rupture du ligament croisé antérieur qui l'éloigne des terrains pendant près d'un an. Quelques mois plus tard, elle remporte son second Ballon d'Or, devenant la première joueuse à être sacrée à deux reprises. 
En septembre 2023, elle devient seulement la deuxième joueuse du club à atteindre 400 apparitions en matchs officiels.
Le 21 mai 2024, elle prolonge avec le FC Barcelone, pour deux saisons supplémentaires.
Le 25 mai 2024, elle joue sa quatrième finale de Ligue des champions, avec son club de cœur, où elle marque 2 minutes après être rentrée en jeu.
Le 24 novembre 2024, elle rentre un peu plus dans l'histoire du club en inscrivant son 200e but face au Real Madrid, devenant ainsi la 3e meilleure buteuse de l'histoire du club, hommes et femmes confondus. Elle fait par ailleurs une saison remarquable, après deux saisons compliquées marquées par les blessures, en inscrivant 28 buts et en faisant 21 passes décisives pour son club et sa sélection nationale.

### Carrière en sélection
Avec l'équipe d'Espagne des moins de 17 ans, Alexia Putellas remporte le Championnat d'Europe 2010 et le Championnat d'Europe 2011 ; elle termine aussi troisième de la Coupe du monde 2010.
Avec la sélection des moins de 19 ans, elle est finaliste du Championnat d'Europe 2012.
Avec l'équipe d'Espagne A, dont elle est la vice-capitaine depuis 2022, elle est quart-de-finaliste du Championnat d'Europe de football féminin 2013, est éliminée dès la phase de groupes de la Coupe du monde féminine de football 2015 et remporte l'Algarve Cup 2017. Le 26 octobre 2021, contre l’Ukraine (victoire 0-6) en éliminatoire du Mondial 2023, Putellas fête sa 91e apparition sous le maillot de la Roja et devient la joueuse la plus capée de l’histoire de la sélection,.
Elle remporte son premier titre majeur en sélection lors de la Coupe du Monde 2023. La Roja s'impose également lors de la Ligue des Nations 2024. Alexia Putellas s'illustre lors des Jeux Olympiques 2024, malgré l'échec de son équipe face au Brésil en demi-finale puis face à l'Allemagne lors du match pour la médaille de bronze.
Pendant l’Euro 2025, la joueuse démarre très fort avec la sélection espagnole et est l'autrice d’un magnifique but lors de la première journée contre le Portugal, match remporté 5-0 par l’Espagne. Elle est désignée joueuse du match. Alexia Putellas inscrit ensuite un doublé et délivre 2 passes décisives pendant le 2e match de poule, cette fois contre la Belgique vaincue 6-2 par l’Espagne, cette performance lui vaut d’être nommée une nouvelle fois joueuse du match. Lors du dernier match de poule contre l'Italie, remporté 3-1 par l'Espagne, la joueuse délivre 2 nouvelles passes décisives,. L'Espagne sera finalement battue aux tirs au buts par l'Angleterre lors de la finale.

## Style de jeu
La footballeuse internationale espagnole évolue au poste de milieu offensive ou d'attaquante.

## Palmarès

### Titres collectifs
Avec l'équipe d'Espagne des moins de 17 ans, Alexia Putellas remporte les Championnats d'Europe 2010 et le 2011 ; elle termine aussi troisième de la Coupe du monde 2010. Avec la sélection des moins de 19 ans, elle est finaliste du Championnat d'Europe 2012. Avec l'équipe d'Espagne A, elle est quart-de-finaliste du Championnat d'Europe de football féminin 2013, est éliminée dès la phase de groupes de la Coupe du monde féminine de football 2015 et remporte l'Algarve Cup 2017.
Avec le FC Barcelone, elle a remporté le championnat national à neuf reprises (2013, 2014, 2015, 2020, 2021, 2022, 2023, 2024, 2025), la Copa de la Reina à neuf reprises (2013, 2014, 2017, 2018, 2020, 2021, 2022, 2024, 2025), la Supercoupe d’Espagne à cinq reprises (2020, 2022, 2023, 2024, 2025) et la Ligue des champions à trois reprises (2021, 2023, 2025).
| En club | En équipe nationale |
| --- | --- |
| - Ligue des champions (3) - Vainqueur : 2021, 2023, 2024 (Barça) - Championnat d'Espagne (9) - Champion : 2013, 2014, 2015, 2020, 2021, 2022, 2023, 2024, 2025 - Coupe d'Espagne (9) - Vainqueur : 2013, 2014, 2017, 2018, 2020, 2021, 2022, 2024, 2025 - Supercoupe d'Espagne (5) - Vainqueur : 2020, 2022, 2023, 2024, 2025 | - Algarve Cup (1) - Vainqueur : 2017 - Euro U17 (2) - Vainqueur : 2010 et 2011 - Euro U19 - Finaliste : 2012 - Coupe du monde U17 - Troisième : 2010 - Coupe du monde - Vainqueur : 2023 - Euro - Finaliste : 2025 - Ligue des nations - Vainqueur : 2024 |

### Distinctions individuelles
Sur le plan individuel, Putellas est élue Joueuse de l’année UEFA 2021 avant de recevoir le Ballon d’or France Football 2021 et 2022.
- Joueuse de l'année de l'UEFA en 2021 et 2022
- Ballon d'or féminin en 2021[21] et 2022[22]
- Prix The Best - Joueuse de la FIFA en 2021 et 2022

Putellas est la première buteuse du club en match officiel du Camp Nou.

## Statistiques
| Saison                | Club                  | Championnat           | Championnat | Championnat | Coupe(s) nationale(s) | Coupe(s) nationale(s) | Supercoupe | Supercoupe | Compétition(s) continentale(s) | Compétition(s) continentale(s) | Compétition(s) continentale(s) | Total | Total |
| Saison                | Club                  | Division              | M.          | B.          | M.                    | B.                    | M.         | B.         | Comp.                          | M.                             | B.                             | M.    | B.    |
| 2009-2010             | RCD Espanyol          | D1                    | 1           | 0           | 1                     | 0                     | -          | -          | -                              | -                              | -                              | 2     | 0     |
| 2010-2011             | RCD Espanyol          | D1                    | 24          | 3           | 4                     | 1                     | -          | -          | -                              | -                              | -                              | 28    | 4     |
| Sous-total            | Sous-total            | Sous-total            | 25          | 3           | 5                     | 1                     | -          | -          | -                              | -                              | -                              | 30    | 4     |
| 2011-2012             | Levante UD            | D1                    | 34          | 15          | -                     | -                     | -          | -          | -                              | -                              | -                              | 34    | 15    |
| Sous-total            | Sous-total            | Sous-total            | 34          | 15          | -                     | -                     | -          | -          | -                              | -                              | -                              | 34    | 15    |
| 2012-2013             | FC Barcelone          | D1                    | 30          | 12          | 5                     | 1                     | -          | -          | WCL                            | 2                              | 0                              | 37    | 13    |
| 2013-2014             | FC Barcelone          | D1                    | 30          | 8           | 5                     | 3                     | -          | -          | WCL                            | 6                              | 0                              | 41    | 11    |
| 2014-2015             | FC Barcelone          | D1                    | 26          | 6           | 2                     | 0                     | -          | -          | WCL                            | 4                              | 1                              | 32    | 7     |
| 2015-2016             | FC Barcelone          | D1                    | 29          | 18          | 3                     | 2                     | -          | -          | WCL                            | 5                              | 0                              | 37    | 20    |
| 2016-2017             | FC Barcelone          | D1                    | 28          | 10          | 3                     | 1                     | -          | -          | WCL                            | 8                              | 0                              | 39    | 11    |
| 2017-2018             | FC Barcelone          | D1                    | 29          | 9           | 4                     | 2                     | -          | -          | WCL                            | 4                              | 1                              | 37    | 12    |
| 2018-2019             | FC Barcelone          | D1                    | 28          | 16          | 3                     | 1                     | -          | -          | WCL                            | 8                              | 1                              | 39    | 18    |
| 2019-2020             | FC Barcelone          | D1                    | 20          | 10          | 3                     | 1                     | 2          | 2          | WCL                            | 6                              | 3                              | 31    | 16    |
| 2020-2021             | FC Barcelone          | D1                    | 31          | 18          | 3                     | 5                     | 1          | 1          | WCL                            | 9                              | 2                              | 44    | 26    |
| 2021-2022             | FC Barcelone          | D1                    | 26          | 18          | 4                     | 4                     | 2          | 1          | WCL                            | 10                             | 11                             | 42    | 34    |
| 2022-2023             | FC Barcelone          | D1                    | 5           | 1           | 0                     | 0                     | 0          | 0          | WCL                            | 1                              | 0                              | 6     | 1     |
| 2023-2024             | FC Barcelone          | D1                    | 19          | 8           | 2                     | 0                     | 0          | 0          | WCL                            | 6                              | 3                              | 27    | 11    |
| 2024-2025             | FC Barcelone          | D1                    | 24          | 16          | 2                     | 2                     | 2          | 1          | WCL                            | 10                             | 3                              | 38    | 22    |
| Sous-total            | Sous-total            | Sous-total            | 325         | 151         | 39                    | 22                    | 7          | 5          | -                              | 79                             | 25                             | 450   | 203   |
| Total sur la carrière | Total sur la carrière | Total sur la carrière | 384         | 169         | 44                    | 23                    | 7          | 5          | -                              | 79                             | 25                             | 514   | 222   |

- 9 matchs et 1 but dans le groupe B de la première phase, 13 matchs et 2 buts dans le groupe A de la seconde phase et 2 matchs lors des play-offs en championnat en 2011.

*303 matchs avec le FC Barcelone le 4 mars 2020 mais avec 14 matchs en Coupe de Catalogne (non-officielle) donc non comptabilisé dans le total